# Фано-Адріано
Фано-Адріано (італ. Fano Adriano) — муніципалітет в Італії, у регіоні Абруццо,  провінція Терамо.
Фано-Адріано розташоване на відстані близько 115 км на північний схід від Рима, 24 км на північний схід від Л'Аквіли, 20 км на південний захід від Терамо.
Населення — 303 особи (2014).

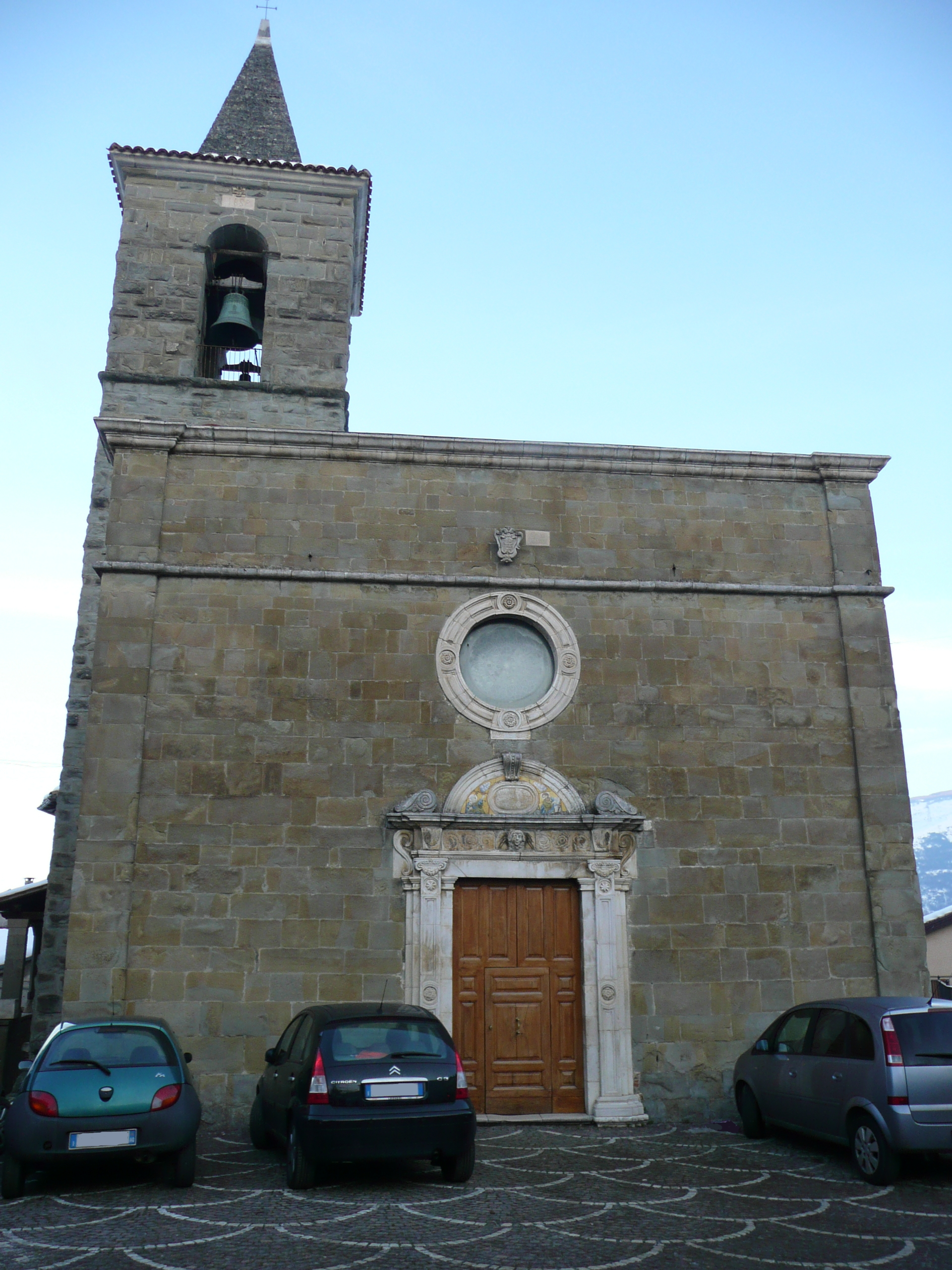

Щорічний фестиваль відбувається 14 лютого. Покровитель — святий Валентин.

## Демографія
Населення за роками:

Станом на 1 січня 2023 року в муніципалітеті офіційно проживало 5 іноземців з 4 країн, серед них 1 громадянин країн Євросоюзу.

## Сусідні муніципалітети
- Кроньялето
- Ізола-дель-Гран-Сассо-д'Італія
- Л'Аквіла
- Монторіо-аль-Вомано
- П'єтракамела
- Тоссічія